# Moravská Sázava
Die Moravská Sázava (Zohsee, auch Mährische Sasau) ist ein rechter Zufluss der March in Tschechien. Das Gewässer wird schon 1275 als aqua Zazauia erwähnt.
Die Quelle liegt in 780 m ü. M. im Adlergebirge südlich des Dorfes Čenkovice am südwestlichen Hang des Buková hora (980 m) und fließt in südliche Richtung. Weitere Orte an ihrem Lauf sind Výprachtice, Albrechtice, Sázava, Žichlínek,  Krasíkov und Tatenice, wo sie nach Osten hin in einem Durchbruchtal das Hohenstädter Bergland durchquert.
Bei Hoštejn mündet linksseitig der größte Zufluss, die Březná (Friese). An der Moravská Sázava liegen weiterhin Hněvkov, Nemile und Zábřeh. Nach 54,3 km mündet der Fluss in 264 m ü. M. zwischen Rájec und Zvole in die March. Sein Einzugsgebiet beträgt 507 km²

## Zuflüsse
- Sázavský potok (l) (Dorfbach), unterhalb Koburk
- Ostrovský potok (r), unterhalb Sázava
- Lukovský potok (r) (Lukauer Bach)
- Rychnovský potok (r) (Reichenauer Bach)
- Třebařovský potok (r) (Triebendorfer Bach)
- Lubnický potok (l) (Lutschbach)
- Hraniční potok (l) (Grenzbach)
- Březná (l) (Friese), bei Hoštejn